# Даза (язык)
Даза (также дазага, тубу, тебу, тибу, горан; англ. dazaga, dasa, daza, dazza, tubu, tebu, tibbu, toubou, goran, gorane) — язык западносахарской ветви сахарской семьи, распространённый в центральных областях Сахары (в ряде районов Чада и Нигера), язык субэтнической группы даза (аннаказа) народа тубу.
Относится (вместе с языком теда) к языкам тубу (теда).
С ареалом языка даза соседствуют ареалы близкородственных сахарских языков — теда, загава, канембу, а также ареалы чадского и ливийского диалектов арабского языка.
Численность говорящих — около 381 000 человек (2006). Письменность на базе латинской графики. На языке даза издаются газеты, ведётся радиовещание, выпущен словарь. В Нигере планируется ввести школьное обучение на этом языке.

## Вопросы классификации
Язык даза входит в число одного из четырёх основных языковых объединений сахарской семьи — в состав группы тубу (иначе — теда), противопоставленной группе языков (или диалектов) канури, а также языкам загава и берти. Группа тубу включает два языковых ареала — северный и южный. В ряде исследований сахарских языков (в основном во французских работах по африканистике) северный ареал, а также вся группа в целом называется теда (иначе — туда, тода), а южный ареал — даза; согласно же традиции, введённой И. Лукасом и принятой в серии Handbook of African languages, северный ареал принято называть теда (туда), а южный ареал и всю группу в целом называют тубу (иначе — тебу, тибу), при этом название даза применяют только лишь к одной из групп южных диалектов.
Согласно классификации Дж. Х. Гринберга, язык даза (тубу) вместе с языком теда входят в группу, противопоставленную двум другим группам сахарской семьи, одна из которых включает языки канури и канембу, а другая — языки загава и берти. В классификации А. Н. Такера и М. Брайана группы канури и тубу (теда) составляют западную ветвь сахарских языков, а языки загава и берти составляют её восточную ветвь. В число западносахарских языков даза относится также в классификации чешского лингвиста В. Блажека и в классификации, представленной в справочнике языков мира Ethnologue.
Согласно данным лексикостатистики, приведённым в работе В. Блажека On application of glottochronology for saharan languages, идиомы теда и даза распались в начале XIV века. Тем не менее, процент лексических совпадений у них составляет 96,2, отличия теда и даза сводятся главным образом к фонетическим особенностям. Исходя из этого допустимо говорить о том, что теда и даза образуют всего лишь пучок диалектов, их различия не выходят за рамки одного языка.

## Ареал и численность
Область распространения языка даза находится в центральных областях Сахары. Бо́льшая часть ареала этого языка размещена в северо-восточных, центральных и средне-западных районах Чада — на территории административных регионов Канем и Бахр-эль-Газаль, а также в южной части региона Борку и в северной, центральной и западной частях региона Эннеди, небольшие группы носителей даза живут также в регионах Батха, Хаджер-Ламис, Вади-Фера и Лак. Меньшая часть ареала языка даза сосредоточена в юго-восточном Нигере — в центральных районах региона Диффа и в северо-восточном районе региона Зиндер. Ареал языка даза на севере граничит с ареалом языка теда, на северо-востоке соседствует с малонаселёнными пустынными районами Ливии и Судана, на юго-востоке граничит с ареалом языка загава. С юга к ареалу даза примыкают ареал чадского диалекта арабского языка и ареал центральносуданского языка наба, с юго-запада — ареалы западносахарских языков канембу, тумари и манга, а также ареал ливийского диалекта арабского языка.
Численность говорящих на даза согласно данным справочника Ethnologue составляет около 381 000 человек, из них в Чаде — 331 000 человек (2006), в Нигере — 50 000 человек (2007). По данным сайта Joshua Project численность носителей даза составляет 513 000 человек, из них в Чаде — 451 000 человек, в Нигере — 62 100 человек. Носители даза также говорят на чадском диалекте арабского языка, часть даза в качестве второго языка использует язык теда. В Нигере многие носители даза являются билингвами, прежде всего мужчины — в качестве языка межнационального общения они используют язык хауса; носители даза, живущие рядом с селениями народа канури, говорят также на языках (или диалектах) манга и тумари. По конфессиональной принадлежности даза — мусульмане.

## Диалекты
В языке даза выделяют две основные группы диалектов: собственно даза (дазага) и аззага (азза, аза). Кроме этих групп диалектов также выделяют диалекты креда и каширда.

## Письменность
Алфавит даза включает 30 букв и 1 диграф:
| Алфавит даза | Алфавит даза | Алфавит даза | Алфавит даза | Алфавит даза | Алфавит даза | Алфавит даза | Алфавит даза | Алфавит даза | Алфавит даза | Алфавит даза | Алфавит даза | Алфавит даза | Алфавит даза | Алфавит даза | Алфавит даза | Алфавит даза | Алфавит даза | Алфавит даза | Алфавит даза | Алфавит даза | Алфавит даза | Алфавит даза | Алфавит даза | Алфавит даза | Алфавит даза | Алфавит даза | Алфавит даза | Алфавит даза | Алфавит даза | Алфавит даза |
| ------------ | ------------ | ------------ | ------------ | ------------ | ------------ | ------------ | ------------ | ------------ | ------------ | ------------ | ------------ | ------------ | ------------ | ------------ | ------------ | ------------ | ------------ | ------------ | ------------ | ------------ | ------------ | ------------ | ------------ | ------------ | ------------ | ------------ | ------------ | ------------ | ------------ | ------------ |
| A            | B            | C            | D            | E            | Ẹ            | Ɛ            | Ǝ            | F            | G            | H            | I            | J            | K            | L            | M            | N            | Ny           | Ŋ            | O            | Ọ            | Ɔ            | P            | R            | S            | Š            | T            | U            | W            | Y            | Z            |
| a            | b            | c            | d            | e            | ẹ            | ɛ            | ə            | f            | g            | h            | i            | j            | k            | l            | m            | n            | ny           | ŋ            | o            | ọ            | ɔ            | p            | r            | s            | š            | t            | u            | w            | y            | z            |